# Ghātampur
Ghātampur är en ort i Indien.   Den ligger i distriktet Kānpur och delstaten Uttar Pradesh, i den centrala delen av landet, 400 km sydost om huvudstaden New Delhi. Ghātampur ligger 128 meter över havet och antalet invånare är 40 435.
Terrängen runt Ghātampur är mycket platt. Runt Ghātampur är det tätbefolkat, med 530 invånare per kvadratkilometer. Trakten runt Ghātampur består till största delen av jordbruksmark.